# Jean de Grasse-Cabris
Pour les articles homonymes, voir Cabris (homonymie).
Jean de Grasse-Cabris est un prélat français, évêque de Grasse de 1625 à 1630.

## Biographie
Jean de Grasse-Cabris, né vers 1600 à Grasse, est le fils de César seigneur de Cabris et de Marthe de Barras. Abbé du Thoronet et de La Revoir, il devient conseiller d'État et est nommé vicaire apostolique d'Antibes et reçoit l'évêché de Grasse du roi Louis XIII et bénéficie de ses revenus pendant 6 ans, bien qu'il ne soit pas évêque, ni même prêtre mais seulement sous-diacre et docteur en droit canon. Il assiste comme un évêque à l'Assemblée du clergé de 1628 et se démet de son siège en 1630. Pendant son épiscopat il autorise les Oratoriens à s'installer à Grasse.